# Кунец, Александр Николаевич
Александр Николаевич Кунец (1924—1988) — Гвардии старший сержант Рабоче-крестьянской Красной Армии, участник Великой Отечественной войны, Герой Советского Союза (1945).

## Биография
Александр Кунец родился 31 августа 1924 года в посёлке Шпола (ныне — город в Черкасской области Украины). После окончания семи классов школы поступил в Пензенское ремесленное училище. В июле 1942 года Кунец был призван на службу в Рабоче-крестьянскую Красную Армию. С августа того же года — на фронтах Великой Отечественной войны. К январю 1945 года гвардии сержант Александр Кунец был пулемётчиком разведроты 21-й гвардейской механизированной бригады (8-го гвардейского механизированного корпуса, 1-й гвардейской танковой армии, 1-го Белорусского фронта). Отличился во время Висло-Одерской операции.
17-18 января 1945 года Кунец в составе разведгруппы участвовал в бою с двумя ротами немецкой пехоты, сопровождавшей обоз. В результате внезапного нападения большая часть солдат противника — 35 человек — сдалась в плен. В районе населённого пункта Пшестоловице Кунец лично уничтожил 45 вражеских солдат и офицеров, а также 6 автомашин. Позднее группа Кунца уничтожила крупную группу солдат противника (около 150 человек) в западу от Нове-Място. В ночь с 24 на 25 января Кунец, неожиданно для противника ворвавшись на его аэродром, уничтожил 5 самолётов с экипажами.
Указом Президиума Верховного Совета СССР от 31 мая 1945 года за «мужество, отвагу и героизм, проявленные в борьбе с немецкими захватчиками» гвардии сержант Александр Кунец был удостоен высокого звания Героя Советского Союза с вручением ордена Ленина и медали «Золотая Звезда» за номером 7074.
После окончания войны в звании гвардии старшего сержанта Кунец был демобилизован. Проживал в Ивано-Франковске, руководил комитетом ДОСААФ на одном из местных заводов. Скончался 30 мая 1988 года.

## Награды
- Герой Советского Союза (1945).
- Орден Ленина (1945).
- Орден Красного Знамени.
- Орден Отечественной войны 1-й степени (1985).
- Орден Славы 3-й степени.